# Андре де Лонжюмо
Андре де Лонжюмо (фр. André de Longjumeau) — французький місіонер домініканцького ордену та дипломат 13-го століття, один з найактивніших дипломатів королівств Європи на Сході в XIII столітті. Очолював дві групами посланців до монголів: перші перенесли листи від папи Іннокентія IV, другі подарунки та листи від Людовика IX Франції до монгольського хана Ґуюка. Добре знайомий з Середнім Сходом, він розмовляв арабською і «халдейською» мовами.

## Місія «Тернового вінця»

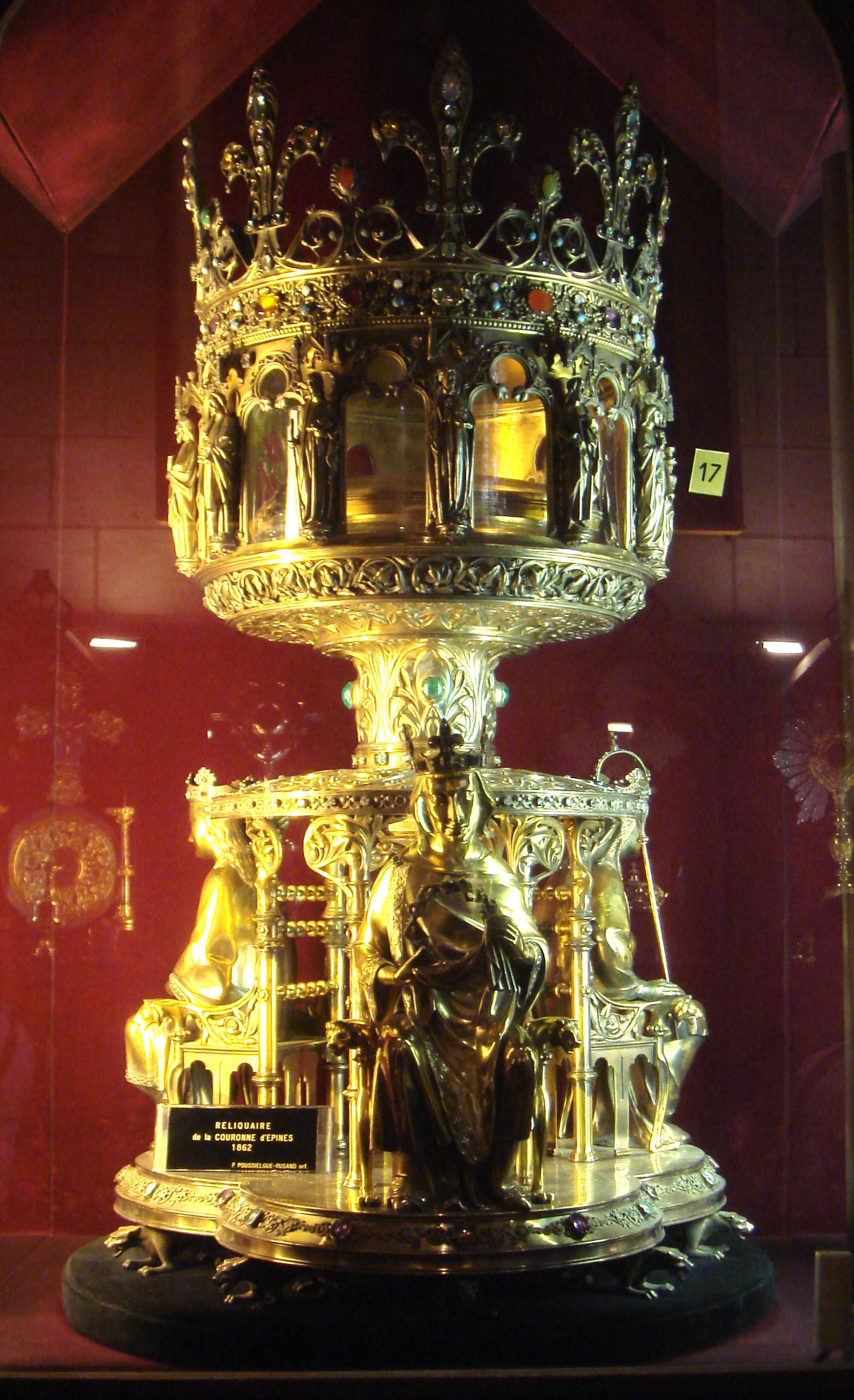
Терновий вінець придбаний Людовиком IX у Балдуїна II. Реліквія зберігається сьогодні в релікварії 19-го століття в Соборі Паризької Богоматері.

Перша мандрівка Андре на Схід сталася за наказом французького короля Людовика IX, який наказав забрати придбаний їм Терновий вінець у 1238 році в латинського імператора Константинополя Балдуїна II. На цій місії, Андре супроводжував його брат Жак.

## Папська місія до Монголів (1245—1247рр.)
Лонжюмо очолив одну з чотирьох місій, відправлених до монголів Папою Іннокентієм IV. Він залишив Ліон навесні 1245 року та вирушив до Леванта. Відвідав мусульманські князівства в Сирії, та представників несторіанської і яковитської церков в Персії, урешті-решт доставляючи папську кореспонденцію до монгольського генерала поблизу Тебриза. У Тебризі Лонжюмо зустрівся з ченцем з Далекого Сходу, на ім'я Симеон Раббан Ата, що був призначений ханом для захисту християн на Середньому Сході.

## Друга місія до Монголів (1249—1251рр.)
У монгольському таборі біля Карса Андре зустрів деякого Давида, який у грудні 1248 з'явився при дворі короля Франції Людовика IX на Кіпрі. Андре, який тепер був у Сент-Луїсі, інтерпретував Давидове послання до короля про справжню або прикинуту пропозицію альянсу від монгольського генерала Елджігідея та пропозицію спільного нападу на ісламські сили Сирії. У відповідь на це французький государ послав Андре як свого посла до хана Ґуюка. У цю місію з Лонжюмо вирушив його брат Жак (також домініканець), та кілька інших людей — Джон Годеріче, Джон Каркассон, Герберт «Ле Сомельє», Герберт Сенс, Роберт (клерк), чоловік, якого звали Вільям, та неназваний клерк з Пуассі.
Група вирушила в дорогу 16 лютого 1249 р. з листами короля Людовика IX і папського легата, багаті подарунки охоплювали каплицю-намет з червоного полотна і вишитими священними картинами. З Кіпру вони вирушили до порту Антіохії в Сирії, а звідти протягом подорожували до ханського двору, пересуваючись на приблизно 55 кілометрів на день. Їхня дорога вела через Персію, уздовж південного та східного узбережжя Каспійського моря, і, звичайно, через Талас, на північний схід від Ташкента.

## Поховання
Дата і місце смерті Андре де Лонжюмо невідомі.